# Associazione Calcio Cuneo 1905 2011-2012
Questa pagina raccoglie le informazioni riguardanti  l'Associazione Calcio Cuneo 1905 nelle competizioni ufficiali della stagione 2011-2012.

## Rosa
| N. |                   | Ruolo | Calciatore              |
| -- | ----------------- | ----- | ----------------------- |
|    | Italia (bandiera) | D     | Marco Arcari            |
|    | Italia (bandiera) | A     | Samuele Beretta         |
|    | Italia (bandiera) | D     | Luca Carretto           |
|    | Italia (bandiera) | A     | Edoardo Chirico         |
|    | Italia (bandiera) | D     | Nicola Cintoi           |
|    | Italia (bandiera) | C     | Marco Cristini          |
|    | Italia (bandiera) | C     | Davide Di Quinzio       |
|    | Italia (bandiera) | D     | Nicolò Donida           |
|    | Italia (bandiera) | A     | Enrico Fantini          |
|    | Italia (bandiera) | A     | Carlo Emanuele Ferrario |
|    | Italia (bandiera) | D     | Luca Ferri              |
|    | Italia (bandiera) | C     | Daniele Galfrè          |
|    | Italia (bandiera) | C     | Marco Garavelli         |

| N. |                   | Ruolo | Calciatore              |
| -- | ----------------- | ----- | ----------------------- |
|    | Spagna (bandiera) | D     | Jesús García Tena       |
|    | Italia (bandiera) | C     | Andrea Gentile          |
|    | Italia (bandiera) | A     | Giuseppe Ingari         |
|    | Italia (bandiera) | C     | Davide Lodi             |
|    | Italia (bandiera) | C     | Matteo Longhi           |
|    | Italia (bandiera) | D     | Gianluca Morabito       |
|    | Italia (bandiera) | P     | Davide Negretti         |
|    | Italia (bandiera) | P     | Cristian Pascarella     |
|    | Italia (bandiera) | D     | Andrea Passerò          |
|    | Italia (bandiera) | A     | Manuel Personè          |
|    | Italia (bandiera) | P     | Francesco Rossi         |
|    | Italia (bandiera) | D     | Davide Sentinelli       |
|    | Italia (bandiera) | A     | Massimiliano Varricchio |